# Aura im Sinngrund
Pour les articles homonymes, voir Aura.
Aura im Sinngrund est une commune de Bavière (Allemagne), située dans l'arrondissement de Main-Spessart, dans le district de Basse-Franconie.